# Kowareta Piano to Living Dead
Kowareta Piano to Living Dead (壊れたピアノとリビングデッド) é o décimo quarto álbum de estúdio da banda japonesa de rock MUCC, lançado em 13 de fevereiro de 2019 pela gravadora Danger Crue. É um álbum conceitual, levando o conceito de "horror".
Devido a pandemia de Covid-19, a banda teve que cancelar sua turnê europeia em promoção ao álbum.

## Produção
Para a produção de Kowareta Piano to Living Dead, o MUCC recrutou o tecladista Tooru Yoshida a banda por tempo limitado. As canções "Vampire" e "Countdown" foram baseadas em cerca de 140 demos do ínicio da carreira da banda: "Havia músicas que eu dificilmente poderia usar, mas algumas eu conseguiria. Ouvimos todas elas, escolhemos cerca de 20 candidatas e selecionamos entre elas", contou o guitarrista Miya.

## Recepção
Alcançou a décima sexta posição nas paradas da Oricon Albums Chart.

## Faixas[5]
| N.º            | Título                          | Letras            | Música         | Duração |  |
| 1.             | "Kowareta Piano" (壊れたピアノ) | (Instrumental)    | Miya           | 2:01    |  |
| 2.             | "Pyscho" (サイコ)               | Miya              | Miya, Yukke    | 4:00    |  |
| 3.             | "Iris" (アイリス)               | Miya              | Miya           | 4:03    |  |
| 4.             | "Vampire" (ヴァンパイア)        | Miya              | Miya           | 4:45    |  |
| 5.             | "In the shadows"                | Tatsurou          | Miya           | 5:48    |  |
| 6.             | "Sekisou" (積想)                | Tatsurou          | Tatsurou       | 5:22    |  |
| 7.             | "Yuri to Tsubasa" (百合と翼)    | Tatsurou, Satochi | Miya, Satochi  | 4:26    |  |
| 8.             | "Countdown" (カウントダウン)    | Miya              | Miya           | 6:02    |  |
| 9.             | "Living Dead"                   | Tatsurou          | Tatsurou       | 4:38    |  |
| Duração total: | Duração total:                  | Duração total:    | Duração total: | 41:08   |  |

## Ficha técnica
- Tatsurō (逹瑯) - vocal
- Miya (ミヤ) - guitarra
- Yukke - baixo
- Satochi (SATOち) - bateria
- Tooru Yoshida (吉田トオル) - teclado